# Bonal
Bonal is een bestuurslaag in het regentschap Padang Lawas van de provincie Noord-Sumatra, Indonesië. Bonal telt 307 inwoners (volkstelling 2010).